# Jamal Agnew
Jamal Agnew (* 3. April 1995 in San Diego, Kalifornien) ist ein US-amerikanischer American-Football-Spieler auf der Position des Wide Receivers und des Return Specialists. Aktuell spielt er für die Atlanta Falcons in der National Football League (NFL). Zuvor stand er bei den Pittsburgh Steelers, den Jacksonville Jaguars und den Detroit Lions unter Vertrag.

## Frühe Jahre
Agnew wurde in San Diego geboren und wuchs dort auch auf. Er besuchte die Point Loma High School, an der er in der Football-, Basketball- und Leichtathletikmannschaft der Schule aktiv war. In der Footballmannschaft kam er zumeist in der Offense als Runningback und in der Defense als Cornerback zum Einsatz. Nachdem er in seinem dritten Jahr an der Highschool verletzungsbedingt nicht zum Einsatz gekommen war, entwickelte er sich in seinem letzten Jahr zu einem der besten Cornerbacks in der Region. So konnte er Jahr 72 Tackles und 6 Interceptions verzeichnen und wurde dafür zum Western League Defensive Player of the Year ernannt. Daneben war er auch als Basketballspieler erfolgreich und wurde ins All-Conference-Team gewählt, als Leichtathlet konnte er die Meisterschaft im 100-Meter-Sprint gewinnen. Trotz dieser guten sportlichen Leistungen erhielt er keine Angebote für Stipendien, um am College Sport zu machen. Gerade als Footballspieler wurde er nicht berücksichtigt, da er als zu klein für einen College-Cornerback galt.
So begann Agnew an der University of San Diego zu studieren und als Walk-on an den Trainings der Footballmannschaft teilzunehmen. Dort konnte er gute Leistungen zeigen, sodass er bald auch in Spielen der Footballmannschaft zum Einsatz kam. So kam er in drei Jahren in insgesamt 32 Spielen zum Einsatz und konnte dabei 117 Tackles, 9 Interceptions sowie einen Sack verzeichnen. Daneben kam er in seinem letzten Jahr auch als Punt Returner zum Einsatz. So konnte er 17 Punts für 216 Yards und einen Touchdown zurücktragen.

## NFL

### Detroit Lions
Beim NFL-Draft 2017 wurde Agnew in der 5. Runde an 165. Stelle von den Detroit Lions ausgewählt. Somit wurde er zum zweiten Spieler in der Geschichte der University of San Diego nach Josh Johnson 2008, der beim NFL-Draft ausgewählt wurde. Insgesamt wurde er in seiner ersten Saison zumeist nur in den Special Teams eingesetzt. Sein Debüt gab er direkt am 1. Spieltag der Saison 2017 beim 35:23-Sieg gegen die Arizona Cardinals, bei dem er einen Kick für 18 Yards sowie drei Punts für 48 Yards zurücktrug. Daneben gelang ihm ein Tackle. Am 2. Spieltag konnte er beim 24:10-Sieg gegen die New York Giants drei Punts für insgesamt 101 Yards zurücktragen, darunter einer über 88 Yards zu seinem ersten Touchdown in der NFL. Daraufhin wurde er zum NCF Special Teams Player of the Week ernannt. Am 6. Spieltag gelang ihm bei der 38:52-Niederlage gegen die New Orleans Saints erneut ein Touchdown nach einem Punt, insgesamt konnte er in diesem Spiel 4 Punts für 106 Yards zurücktragen. Dies ist bis dato auch seine Karrierehöchstleistung. Am 8. Spieltag konnte er bei der 15:20-Niederlage gegen die Pittsburgh Steelers seinen ersten Pass von Quarterback Matthew Stafford für 12 Yards fangen. Insgesamt kam Agnew in seinem Rookie-Jahr in 13 Spielen zum Einsatz und konnte dabei 11 Kicks für 196 Yards sowie 29 Punts für 447 Yards und zwei Touchdowns zurücktragen. Daneben konnte er mit dem Ball zweimal für 9 Yards laufen, den Ball für insgesamt 18 Yards fangen sowie 10 Tackles verzeichnen. Für diese Leistungen wurde er ins First-Team All-Pro als Punt Returner sowie ins PFWA All-Rookie-Team gewählt.
In der Saison 2018 kam er neben den Special Teams auch regelmäßig in der Defense zum Einsatz. Allerdings wurde er Mitte Oktober mit einer Knieverletzung auf die Injured Reserve Liste gesetzt und verpasste den Großteil der restlichen Saison verletzungsbedingt. 2019 kam er dann wieder regelmäßig als Return Specialist zum Einsatz. Am 3. Spieltag der Saison gelang ihm beim 27:24-Sieg gegen die Philadelphia Eagles ein Touchdown nach einem Kick-Return über 100 Yards. Daneben konnte er am 16. Spieltag bei der 17:27-Niederlage gegen die Denver Broncos insgesamt drei Punts für 75 Yards und einen Touchdown zurücktragen.
Vor der Saison 2020 wurde von den Detroit Lions bekannt gegeben, dass Agnew fortan anstatt als Cornerback als Wide Receiver zum Einsatz kommen würde. Daneben war er immer noch als Return Specialist eingeplant. In der Saison kam er dementsprechend auch regelmäßig in der Offense der Lions zum Einsatz. Am 12. Spieltag stand er bei der 25:41-Niederlage gegen die Houston Texans erstmals in der Startformation der Lions. Nach der Saison wurde Agnew ein Free Agent.

### Jacksonville Jaguars
Am 17. März 2021 unterschrieb Agnew einen Vertrag über drei Jahre bei den Jacksonville Jaguars. Auch dort wurde er sowohl in der Offense als auch in den Special Teams eingesetzt. Sein Debüt gab er direkt am 1. Spieltag bei der 21:37-Niederlage gegen die Houston Texans, bei der er 2 Punts für einen Yard zurücktrug. Am 2. Spieltag gelang ihm bei der 13:23-Niederlage gegen die Denver Broncos direkt sein erster Touchdowns für die Jaguars aus einem Kick-Return über 102 Yards. Am folgenden Spieltag konnte er bei der 19:31-Niederlage gegen die Arizona Cardinals erneut einen Touchdown erzielen, diesmal über 109 Yards, nachdem der Kicker der Cardinals, Matt Prater, ein Field Goal aus 68 Yards verschossen hatte. Dadurch egalisierte er den NFL-Rekord für den längsten Return-Touchdown und zog mit Antonio Cromartie und Cordarrelle Patterson gleich. Aufgrund dieser starken Leistungen zu Saisonbeginn wurde er von der NFL zum AFC Special Teams Player of the Month September ernannt. In der Folge kam er auch vermehrt in der Offense zum Einsatz. So gab er am 6. Spieltag beim 23:20-Sieg gegen die Miami Dolphins sein Startelfdebüt für die Jaguars, bei dem er den Ball fünfmal für 78 Yards von Quarterback Trevor Lawrence fangen konnte. Dies ist bis dato seine Karrierehöchstleistung. Am folgenden Spieltag konnte er bei der 7:31-Niederlage gegen die Seattle Seahawks den Ball für 38 Yards und einen Touchdown fangen, seinen ersten Receiving-Touchdown. Bei der 17:23-Niederlage gegen die Indianapolis Colts am 10. Spieltag konnte er in der Offense mit dem Ball dreimal für 79 Yards und einen Touchdown laufen, sein erster Rushing-Touchdown. Am folgenden Spieltag bei der 10:30-Niederlage gegen die San Francisco 49ers verletzte er sich jedoch an der Hüfte, sodass er auf die Injured-Reserve-Liste gesetzt wurde und für die gesamte restliche Saison verletzungsbedingt ausfiel.
Auch in der Saison 2022 blieb er Backup-Spieler in der Offense und wichtiger Teil der Special Teams. Bei der 21:29-Niederlage gegen die Philadelphia Eagles am 4. Spieltag konnte er insgesamt sogar zwei Touchdowns von Lawrence fangen. Hinzu kam ein Touchdown am 12. Spieltag beim 28:27-Sieg gegen die Baltimore Ravens. Insgesamt gelangen ihm in der Saison 1025 All Purpose Yards. Für seine guten Leistungen wurde Agnew als Ersatz für Devin Duvernay in den Pro Bowl 2023 berufen. Da die Jaguars in dieser Saison neun Spiele gewannen und nur acht verloren, konnten sie die AFC South gewinnen und sich somit für die Playoffs qualifizieren. So gab Agnew sein Postseason-Debüt beim 31:30-Sieg gegen die Los Angeles Chargers in der Wildcard-Runde, bei dem er einen Pass für zwei Yards fing sowie vier Kicks für 134 Yards returnte. Auch bei der folgenden 20:27-Niederlage gegen die Kansas City Chiefs in der Divisional-Runde kam er zum Einsatz, fumbelte jedoch den Ball einmal am Ende des vierten Quarters. Am 7. Spieltag der Saison 2023 beim 31:24-Sieg gegen die New Orleans Saints stand Agnew erstmals seit 2021 wieder in der Startformation seiner Mannschaft. Bei der 3:34-Niederlage gegen die San Francisco 49ers am 10. Spieltag zog er sich jedoch eine Schulterverletzung zu, wegen der er einige Spiele verletzungsbedingt aussetzen musste. Gegen Ende der Saison kam er wieder zum Einsatz.

### Pittsburgh Steelers
In der Saison 2024 bestritt er kein Spiel mehr für die Jaguars. Nachdem er bereits im September mit den Pittsburgh Steelers trainiert hatte, wurde er von ihnen am 12. November 2024 für den Practice Squad verpflichtet. Allerdings blieb er auch in Pittsburgh ohne Einsatz.

### Atlanta Falcons
Am 20. März 2025 unterzeichnete Agnew einen Einjahresvertrag bei den Atlanta Falcons.

## Karrierestatistiken
| Legende | Legende            |
| ------- | ------------------ |
| Fett    | Karrierehöchstwert |

### Regular Season
| Saison                             | Team             | Spiele         | Spiele         | Gefangen       | Gefangen       | Gefangen       | Gefangen       | Gefangen       | Gelaufen       | Gelaufen       | Gelaufen       | Gelaufen       | Gelaufen       | Fumbles        | Fumbles        | Kick Returns   | Kick Returns   | Kick Returns   | Punt Returns   | Punt Returns   | Punt Returns   | TD ges         |
| Saison                             | Team             | Spiele         | Starter        | Passfänge      | Yards          | Avg            | Lang           | TD             | Versuche       | Yards          | Avg            | Lang           | TD             | Fumbles        | verlorene      | Anzahl         | Yards          | TD             | Anzahl         | Yards          | TD             | TD ges         |
| ---------------------------------- | ---------------- | -------------- | -------------- | -------------- | -------------- | -------------- | -------------- | -------------- | -------------- | -------------- | -------------- | -------------- | -------------- | -------------- | -------------- | -------------- | -------------- | -------------- | -------------- | -------------- | -------------- | -------------- |
| 2017                               | Lions            | 13             | 0              | 2              | 18             | 9,0            | 12             | 0              | 2              | 9              | 4,5            | 5              | 0              | 3              | 0              | 11             | 196            | 0              | 29             | 447            | 2              | 2              |
| 2018                               | Lions            | 6              | 0              | 0              | 0              | 0,0            | 0              | 0              | 1              | 17             | 17,0           | 17             | 0              | 1              | 0              | 8              | 216            | 0              | 12             | 57             | 0              | 0              |
| 2019                               | Lions            | 13             | 0              | 1              | 2              | −2,0           | −2             | 0              | 1              | 9              | 9,0            | 9              | 0              | 1              | 1              | 17             | 454            | 1              | 19             | 175            | 1              | 2              |
| 2020                               | Lions            | 14             | 2              | 13             | 89             | 6,8            | 20             | 0              | 6              | 33             | 5,5            | 11             | 0              | 2              | 1              | 28             | 783            | 0              | 14             | 178            | 1              | 1              |
| 2021                               | Jaguars          | 10             | 2              | 24             | 229            | 9,5            | 29             | 1              | 7              | 111            | 15,9           | 66             | 1              | 1              | 0              | 22             | 525            | 1              | 11             | 74             | 0              | 3              |
| 2022                               | Jaguars          | 15             | 0              | 23             | 187            | 8,1            | 24             | 3              | 12             | 86             | 7,2            | 30             | 0              | 0              | 0              | 21             | 547            | 0              | 25             | 205            | 0              | 3              |
| 2023                               | Jaguars          | 11             | 1              | 14             | 225            | 16,1           | 65             | 1              | 4              | −2             | −0,5           | 1              | 0              | 1              | 1              | 15             | 391            | 0              | 14             | 144            | 0              | 1              |
| 2024                               | Steelers         | keine Einsätze | keine Einsätze | keine Einsätze | keine Einsätze | keine Einsätze | keine Einsätze | keine Einsätze | keine Einsätze | keine Einsätze | keine Einsätze | keine Einsätze | keine Einsätze | keine Einsätze | keine Einsätze | keine Einsätze | keine Einsätze | keine Einsätze | keine Einsätze | keine Einsätze | keine Einsätze | keine Einsätze |
| Gesamte Karriere                   | Gesamte Karriere | 82             | 5              | 77             | 746            | 9,7            | 65             | 5              | 33             | 263            | 8,0            | 66             | 1              | 9              | 3              | 122            | 3112           | 2              | 124            | 1280           | 4              | 12             |
| Quelle: pro-football-reference.com |                  |                |                |                |                |                |                |                |                |                |                |                |                |                |                |                |                |                |                |                |                |                |

### Postseason
| Saison                             | Team             | Spiele | Spiele  | Gefangen  | Gefangen | Gefangen | Gefangen | Gefangen | Gelaufen | Gelaufen | Gelaufen | Gelaufen | Gelaufen | Fumbles | Fumbles   | Kick Returns | Kick Returns | Kick Returns | Punt Returns | Punt Returns | Punt Returns | TD ges |
| Saison                             | Team             | Spiele | Starter | Passfänge | Yards    | Avg      | Lang     | TD       | Versuche | Yards    | Avg      | Lang     | TD       | Fumbles | verlorene | Anzahl       | Yards        | TD           | Anzahl       | Yards        | TD           | TD ges |
| ---------------------------------- | ---------------- | ------ | ------- | --------- | -------- | -------- | -------- | -------- | -------- | -------- | -------- | -------- | -------- | ------- | --------- | ------------ | ------------ | ------------ | ------------ | ------------ | ------------ | ------ |
| 2022                               | Jaguars          | 2      | 0       | 3         | 7        | 2,3      | 3        | 0        | 1        | 2        | 2,0      | 2        | 0        | 1       | 1         | 7            | 265          | 0            | 3            | 23           | 0            | 0      |
| Gesamte Karriere                   | Gesamte Karriere | 2      | 0       | 3         | 7        | 2,3      | 3        | 0        | 1        | 2        | 2,0      | 2        | 0        | 1       | 1         | 7            | 265          | 0            | 3            | 23           | 0            | 0      |
| Quelle: pro-football-reference.com |                  |        |         |           |          |          |          |          |          |          |          |          |          |         |           |              |              |              |              |              |              |        |